# Danh sách cầu thủ tham dự Giải vô địch bóng đá châu Âu 1996
Đây là các đội hình tham dự Giải vô địch bóng đá châu Âu 1996, diễn ra ở Anh từ ngày 8 đến 30 tháng 6 năm 1996. Tuổi của cầu thủ được tính đến ngày khai mạc giải đấu (8 tháng 6 năm 1996).

## Bảng A

### Anh
Huấn luyện viên: Terry Venables
Terry Venables công bố đội hình 22 người vào ngày 28 tháng 5 năm 1996.
| Số | Vt | Cầu thủ                 | Ngày sinh (tuổi)            | Số trận | Câu lạc bộ        |
| -- | -- | ----------------------- | --------------------------- | ------- | ----------------- |
| 1  | TM | David Seaman            | 19 tháng 9, 1963 (32 tuổi)  | 24      | Arsenal           |
| 2  | HV | Gary Neville            | 18 tháng 2, 1975 (21 tuổi)  | 10      | Manchester United |
| 3  | HV | Stuart Pearce           | 24 tháng 4, 1962 (34 tuổi)  | 65      | Nottingham Forest |
| 4  | TV | Paul Ince               | 21 tháng 10, 1967 (28 tuổi) | 19      | Internazionale    |
| 5  | HV | Tony Adams (đội trưởng) | 10 tháng 10, 1966 (29 tuổi) | 40      | Arsenal           |
| 6  | HV | Gareth Southgate        | 3 tháng 9, 1970 (25 tuổi)   | 4       | Aston Villa       |
| 7  | TV | David Platt             | 10 tháng 6, 1966 (29 tuổi)  | 58      | Arsenal           |
| 8  | TV | Paul Gascoigne          | 27 tháng 5, 1967 (29 tuổi)  | 38      | Rangers           |
| 9  | TĐ | Alan Shearer            | 13 tháng 8, 1970 (25 tuổi)  | 23      | Blackburn Rovers  |
| 10 | TĐ | Teddy Sheringham        | 2 tháng 4, 1966 (30 tuổi)   | 15      | Tottenham Hotspur |
| 11 | TV | Darren Anderton         | 3 tháng 3, 1972 (24 tuổi)   | 11      | Tottenham Hotspur |
| 12 | HV | Steve Howey             | 26 tháng 10, 1971 (24 tuổi) | 4       | Newcastle United  |
| 13 | TM | Tim Flowers             | 3 tháng 2, 1967 (29 tuổi)   | 8       | Blackburn Rovers  |
| 14 | TV | Nick Barmby             | 11 tháng 2, 1974 (22 tuổi)  | 6       | Middlesbrough     |
| 15 | TV | Jamie Redknapp          | 25 tháng 6, 1973 (22 tuổi)  | 4       | Liverpool         |
| 16 | HV | Sol Campbell            | 18 tháng 9, 1974 (21 tuổi)  | 1       | Tottenham Hotspur |
| 17 | TV | Steve McManaman         | 11 tháng 2, 1972 (24 tuổi)  | 10      | Liverpool         |
| 18 | TĐ | Les Ferdinand           | 8 tháng 12, 1966 (29 tuổi)  | 10      | Newcastle United  |
| 19 | HV | Phil Neville            | 21 tháng 1, 1977 (19 tuổi)  | 1       | Manchester United |
| 20 | TV | Steve Stone             | 20 tháng 8, 1971 (24 tuổi)  | 6       | Nottingham Forest |
| 21 | TĐ | Robbie Fowler           | 9 tháng 4, 1975 (21 tuổi)   | 3       | Liverpool         |
| 22 | TM | Ian Walker              | 31 tháng 10, 1971 (24 tuổi) | 2       | Tottenham Hotspur |

### Hà Lan
Huấn luyện viên: Guus Hiddink
| Số | Vt | Cầu thủ                                          | Ngày sinh (tuổi)            | Số trận | Câu lạc bộ       |
| -- | -- | ------------------------------------------------ | --------------------------- | ------- | ---------------- |
| 1  | TM | Edwin van der Sar                                | 29 tháng 10, 1970 (25 tuổi) | 7       | Ajax             |
| 2  | HV | Michael Reiziger                                 | 3 tháng 5, 1973 (23 tuổi)   | 8       | Ajax             |
| 3  | HV | Danny Blind (đội trưởng)                         | 1 tháng 8, 1961 (34 tuổi)   | 39      | Ajax             |
| 4  | TV | Clarence Seedorf                                 | 1 tháng 4, 1976 (20 tuổi)   | 11      | Sampdoria        |
| 5  | HV | Jaap Stam (Injury replacement for Frank de Boer) | 17 tháng 7, 1972 (23 tuổi)  | 1       | PSV              |
| 6  | TV | Ronald de Boer                                   | 15 tháng 5, 1970 (26 tuổi)  | 24      | Ajax             |
| 7  | TĐ | Gaston Taument                                   | 1 tháng 10, 1970 (25 tuổi)  | 13      | Feyenoord        |
| 8  | TV | Edgar Davids                                     | 13 tháng 3, 1973 (23 tuổi)  | 7       | Ajax             |
| 9  | TĐ | Patrick Kluivert                                 | 1 tháng 7, 1976 (19 tuổi)   | 6       | Ajax             |
| 10 | TĐ | Dennis Bergkamp                                  | 10 tháng 5, 1969 (27 tuổi)  | 45      | Arsenal          |
| 11 | TĐ | Peter Hoekstra                                   | 4 tháng 4, 1973 (23 tuổi)   | 3       | Ajax             |
| 12 | TV | Aron Winter                                      | 1 tháng 3, 1967 (29 tuổi)   | 54      | Lazio            |
| 13 | HV | Arthur Numan                                     | 14 tháng 12, 1969 (26 tuổi) | 14      | PSV              |
| 14 | TV | Richard Witschge                                 | 20 tháng 9, 1969 (26 tuổi)  | 25      | Bordeaux         |
| 15 | HV | Winston Bogarde                                  | 22 tháng 10, 1970 (25 tuổi) | 3       | Ajax             |
| 16 | TM | Ed de Goey                                       | 20 tháng 12, 1966 (29 tuổi) | 28      | Feyenoord        |
| 17 | TV | Jordi Cruyff                                     | 9 tháng 2, 1974 (22 tuổi)   | 3       | Barcelona        |
| 18 | HV | Johan de Kock                                    | 25 tháng 10, 1964 (31 tuổi) | 8       | Roda JC          |
| 19 | TĐ | Youri Mulder                                     | 23 tháng 3, 1969 (27 tuổi)  | 7       | Schalke 04       |
| 20 | TV | Phillip Cocu                                     | 29 tháng 10, 1970 (25 tuổi) | 3       | PSV              |
| 21 | TM | Ruud Hesp                                        | 31 tháng 10, 1965 (30 tuổi) | 0       | Roda JC          |
| 22 | HV | John Veldman                                     | 24 tháng 2, 1968 (28 tuổi)  | 1       | Sparta Rotterdam |

### Scotland
Huấn luyện viên: Craig Brown
| Số | Vt | Cầu thủ                      | Ngày sinh (tuổi)            | Số trận | Câu lạc bộ        |
| -- | -- | ---------------------------- | --------------------------- | ------- | ----------------- |
| 1  | TM | Jim Leighton                 | 24 tháng 7, 1958 (37 tuổi)  | 74      | Hibernian         |
| 2  | HV | Stewart McKimmie             | 27 tháng 10, 1962 (33 tuổi) | 38      | Aberdeen          |
| 3  | HV | Tom Boyd                     | 24 tháng 11, 1965 (30 tuổi) | 35      | Celtic            |
| 4  | HV | Colin Calderwood             | 20 tháng 1, 1965 (31 tuổi)  | 11      | Tottenham Hotspur |
| 5  | HV | Colin Hendry                 | 7 tháng 12, 1965 (30 tuổi)  | 18      | Blackburn Rovers  |
| 6  | HV | Derek Whyte                  | 31 tháng 8, 1968 (27 tuổi)  | 9       | Middlesbrough     |
| 7  | TĐ | John Spencer                 | 11 tháng 9, 1970 (25 tuổi)  | 9       | Chelsea           |
| 8  | TV | Stuart McCall                | 10 tháng 6, 1964 (31 tuổi)  | 34      | Rangers           |
| 9  | TĐ | Ally McCoist                 | 24 tháng 9, 1962 (33 tuổi)  | 52      | Rangers           |
| 10 | TV | Gary McAllister (đội trưởng) | 25 tháng 12, 1964 (31 tuổi) | 41      | Leeds United      |
| 11 | TV | John Collins                 | 31 tháng 1, 1968 (28 tuổi)  | 33      | Monaco            |
| 12 | TM | Andy Goram                   | 13 tháng 4, 1964 (32 tuổi)  | 36      | Rangers           |
| 13 | HV | Tosh McKinlay                | 3 tháng 12, 1964 (31 tuổi)  | 4       | Celtic            |
| 14 | TĐ | Gordon Durie                 | 6 tháng 12, 1965 (30 tuổi)  | 28      | Rangers           |
| 15 | TV | Eoin Jess                    | 13 tháng 12, 1970 (25 tuổi) | 12      | Coventry City     |
| 16 | HV | Craig Burley                 | 24 tháng 9, 1971 (24 tuổi)  | 9       | Chelsea           |
| 17 | TV | Billy McKinlay               | 22 tháng 4, 1969 (27 tuổi)  | 17      | Blackburn Rovers  |
| 18 | TĐ | Kevin Gallacher              | 23 tháng 11, 1966 (29 tuổi) | 22      | Blackburn Rovers  |
| 19 | TV | Darren Jackson               | 25 tháng 7, 1966 (29 tuổi)  | 12      | Hibernian         |
| 20 | TĐ | Scott Booth                  | 16 tháng 12, 1971 (24 tuổi) | 11      | Aberdeen          |
| 21 | TV | Scot Gemmill                 | 2 tháng 1, 1971 (25 tuổi)   | 6       | Nottingham Forest |
| 22 | TM | Nicky Walker                 | 29 tháng 9, 1962 (33 tuổi)  | 2       | Partick Thistle   |

### Thụy Sĩ
Huấn luyện viên:  Artur Jorge
| Số | Vt | Cầu thủ                   | Ngày sinh (tuổi)            | Số trận | Câu lạc bộ      |
| -- | -- | ------------------------- | --------------------------- | ------- | --------------- |
| 1  | TM | Marco Pascolo             | 9 tháng 5, 1966 (30 tuổi)   | 36      | Servette        |
| 2  | HV | Marc Hottiger             | 7 tháng 11, 1967 (28 tuổi)  | 60      | Everton         |
| 3  | HV | Yvan Quentin              | 2 tháng 5, 1970 (26 tuổi)   | 26      | Sion            |
| 4  | HV | Stéphane Henchoz          | 7 tháng 9, 1974 (21 tuổi)   | 16      | Hamburger SV    |
| 5  | HV | Alain Geiger (đội trưởng) | 5 tháng 11, 1960 (35 tuổi)  | 110     | Grasshopper     |
| 6  | TV | Raphaël Wicky             | 26 tháng 4, 1977 (19 tuổi)  | 1       | Sion            |
| 7  | TV | Sébastien Fournier        | 27 tháng 6, 1971 (24 tuổi)  | 11      | Sion            |
| 8  | TV | Patrick Sylvestre         | 1 tháng 9, 1968 (27 tuổi)   | 47      | Sion            |
| 9  | TĐ | Marco Grassi              | 8 tháng 8, 1968 (27 tuổi)   | 22      | Rennes          |
| 10 | TV | Ciriaco Sforza            | 2 tháng 3, 1970 (26 tuổi)   | 40      | Bayern Munich   |
| 11 | TĐ | Stéphane Chapuisat        | 28 tháng 6, 1969 (26 tuổi)  | 46      | BoNga Dortmund  |
| 12 | TM | Stephan Lehmann           | 15 tháng 8, 1963 (32 tuổi)  | 7       | Sion            |
| 13 | HV | Sébastien Jeanneret       | 12 tháng 12, 1973 (22 tuổi) | 1       | Neuchâtel Xamax |
| 14 | TĐ | Kubilay Türkyilmaz        | 4 tháng 3, 1967 (29 tuổi)   | 48      | Grasshopper     |
| 15 | HV | Ramon Vega                | 14 tháng 6, 1971 (24 tuổi)  | 8       | Grasshopper     |
| 16 | TV | Marcel Koller             | 11 tháng 11, 1960 (35 tuổi) | 52      | Grasshopper     |
| 17 | TV | Johann Vogel              | 8 tháng 3, 1977 (19 tuổi)   | 4       | Grasshopper     |
| 18 | HV | Régis Rothenbühler        | 11 tháng 10, 1970 (25 tuổi) | 10      | Neuchâtel Xamax |
| 19 | TĐ | David Sesa                | 10 tháng 7, 1973 (22 tuổi)  | 1       | Servette        |
| 20 | TV | Alexandre Comisetti       | 21 tháng 7, 1973 (22 tuổi)  | 3       | Grasshopper     |
| 21 | TV | Christophe Bonvin         | 14 tháng 4, 1965 (31 tuổi)  | 41      | Sion            |
| 22 | TM | Joël Corminboeuf          | 16 tháng 3, 1964 (32 tuổi)  | 6       | Neuchâtel Xamax |

## Bảng B

### Bulgaria
Huấn luyện viên: Dimitar Penev
| Số | Vt | Cầu thủ                         | Ngày sinh (tuổi)            | Số trận | Câu lạc bộ         |
| -- | -- | ------------------------------- | --------------------------- | ------- | ------------------ |
| 1  | TM | Borislav Mikhailov (đội trưởng) | 12 tháng 2, 1963 (33 tuổi)  | 88      | Reading            |
| 2  | HV | Radostin Kishishev              | 30 tháng 7, 1974 (21 tuổi)  | 6       | Neftochimik Burgas |
| 3  | HV | Trifon Ivanov                   | 27 tháng 7, 1965 (30 tuổi)  | 59      | Rapid Wien         |
| 4  | TV | Ilian Kiriakov                  | 4 tháng 8, 1967 (28 tuổi)   | 55      | Aberdeen           |
| 5  | HV | Petar Houbchev                  | 26 tháng 2, 1964 (32 tuổi)  | 31      | Hamburger SV       |
| 6  | TV | Zlatko Yankov                   | 7 tháng 8, 1966 (29 tuổi)   | 51      | Uerdingen 05       |
| 7  | TĐ | Emil Kostadinov                 | 12 tháng 8, 1967 (28 tuổi)  | 52      | Bayern Munich      |
| 8  | TĐ | Hristo Stoichkov                | 8 tháng 2, 1966 (30 tuổi)   | 60      | Parma              |
| 9  | TĐ | Lyuboslav Penev                 | 31 tháng 8, 1966 (29 tuổi)  | 48      | Atlético Madrid    |
| 10 | TV | Krassimir Balakov               | 29 tháng 3, 1966 (30 tuổi)  | 53      | VfB Stuttgart      |
| 11 | TV | Yordan Letchkov                 | 9 tháng 7, 1967 (28 tuổi)   | 35      | Hamburger SV       |
| 12 | TM | Dimitar Popov                   | 27 tháng 2, 1970 (26 tuổi)  | 13      | CSKA Sofia         |
| 13 | TV | Boncho Genchev                  | 7 tháng 7, 1964 (31 tuổi)   | 11      | Luton Town         |
| 14 | TĐ | Nasko Sirakov                   | 26 tháng 4, 1962 (34 tuổi)  | 79      | Slavia Sofia       |
| 15 | TV | Ivaylo Yordanov                 | 22 tháng 4, 1968 (28 tuổi)  | 24      | Sporting CP        |
| 16 | TV | Daniel Borimirov                | 15 tháng 1, 1970 (26 tuổi)  | 23      | 1860 Munich        |
| 17 | HV | Emil Kremenliev                 | 13 tháng 8, 1969 (26 tuổi)  | 26      | Olympiacos         |
| 18 | HV | Tsanko Tsvetanov                | 6 tháng 1, 1970 (26 tuổi)   | 34      | Waldhof Mannheim   |
| 19 | HV | Gosho Ginchev                   | 11 tháng 12, 1969 (26 tuổi) | 5       | Denizlispor        |
| 20 | TĐ | Georgi Donkov                   | 2 tháng 6, 1970 (26 tuổi)   | 3       | VfL Bochum         |
| 21 | TĐ | Ivo Georgiev                    | 12 tháng 5, 1972 (24 tuổi)  | 1       | Spartak Varna      |
| 22 | TM | Zdravko Zdravkov                | 4 tháng 10, 1970 (25 tuổi)  | 3       | Slavia Sofia       |

### Pháp
Huấn luyện viên: Aimé Jacquet
| Số | Vt | Cầu thủ                       | Ngày sinh (tuổi)            | Số trận | Câu lạc bộ          |
| -- | -- | ----------------------------- | --------------------------- | ------- | ------------------- |
| 1  | TM | Bernard Lama                  | 7 tháng 4, 1963 (33 tuổi)   |         | Paris Saint-Germain |
| 2  | HV | Jocelyn Angloma               | 7 tháng 8, 1965 (30 tuổi)   |         | Torino              |
| 3  | HV | Éric Di Meco                  | 7 tháng 9, 1963 (32 tuổi)   |         | Monaco              |
| 4  | HV | Frank Leboeuf                 | 22 tháng 1, 1968 (28 tuổi)  |         | Strasbourg          |
| 5  | HV | Laurent Blanc                 | 19 tháng 11, 1965 (30 tuổi) |         | Auxerre             |
| 6  | TV | Vincent Guérin                | 22 tháng 11, 1965 (30 tuổi) |         | Paris Saint-Germain |
| 7  | TV | Didier Deschamps (đội trưởng) | 15 tháng 10, 1968 (27 tuổi) |         | Juventus            |
| 8  | TV | Marcel Desailly               | 7 tháng 9, 1968 (27 tuổi)   |         | Milan               |
| 9  | TV | Youri Djorkaeff               | 9 tháng 3, 1968 (28 tuổi)   |         | Paris Saint-Germain |
| 10 | TV | Zinedine Zidane               | 23 tháng 6, 1972 (23 tuổi)  |         | Bordeaux            |
| 11 | TĐ | Patrice Loko                  | 6 tháng 2, 1970 (26 tuổi)   |         | Paris Saint-Germain |
| 12 | HV | Bixente Lizarazu              | 9 tháng 12, 1969 (26 tuổi)  |         | Bordeaux            |
| 13 | TĐ | Christophe Dugarry            | 24 tháng 3, 1972 (24 tuổi)  |         | Bordeaux            |
| 14 | TV | Sabri Lamouchi                | 9 tháng 11, 1971 (24 tuổi)  |         | Auxerre             |
| 15 | HV | Lilian Thuram                 | 1 tháng 1, 1972 (24 tuổi)   |         | Monaco              |
| 16 | TM | Fabien Barthez                | 28 tháng 6, 1971 (24 tuổi)  |         | Monaco              |
| 17 | TĐ | Mickaël Madar                 | 8 tháng 5, 1968 (28 tuổi)   |         | Monaco              |
| 18 | TV | Reynald Pedros                | 10 tháng 10, 1971 (24 tuổi) |         | Nantes              |
| 19 | TV | Christian Karembeu            | 3 tháng 12, 1970 (25 tuổi)  |         | Sampdoria           |
| 20 | HV | Alain Roche                   | 14 tháng 10, 1967 (28 tuổi) |         | Paris Saint-Germain |
| 21 | TV | Corentin Martins              | 11 tháng 7, 1969 (26 tuổi)  |         | Auxerre             |
| 22 | TM | Bruno Martini                 | 25 tháng 1, 1962 (34 tuổi)  |         | Montpellier         |

### România
Huấn luyện viên: Anghel Iordănescu
| Số | Vt | Cầu thủ                    | Ngày sinh (tuổi)            | Số trận | Câu lạc bộ       |
| -- | -- | -------------------------- | --------------------------- | ------- | ---------------- |
| 1  | TM | Bogdan Stelea              | 5 tháng 12, 1967 (28 tuổi)  |         | Steaua București |
| 2  | HV | Dan Petrescu               | 22 tháng 12, 1967 (28 tuổi) |         | Chelsea          |
| 3  | HV | Daniel Prodan              | 23 tháng 3, 1972 (24 tuổi)  |         | Steaua București |
| 4  | HV | Miodrag Belodedici         | 20 tháng 5, 1964 (32 tuổi)  |         | Villarreal       |
| 5  | TV | Ioan Lupescu               | 9 tháng 12, 1968 (27 tuổi)  |         | Bayer Leverkusen |
| 6  | HV | Gheorghe Popescu           | 9 tháng 10, 1967 (28 tuổi)  |         | Barcelona        |
| 7  | TĐ | Marius Lăcătuș             | 5 tháng 4, 1964 (32 tuổi)   |         | Steaua București |
| 8  | TV | Ioan Sabău                 | 12 tháng 2, 1968 (28 tuổi)  |         | Brescia          |
| 9  | TĐ | Florin Răducioiu           | 17 tháng 3, 1970 (26 tuổi)  |         | Espanyol         |
| 10 | TV | Gheorghe Hagi (đội trưởng) | 5 tháng 2, 1965 (31 tuổi)   |         | Barcelona        |
| 11 | TV | Dorinel Munteanu           | 25 tháng 6, 1968 (27 tuổi)  |         | 1. FC Köln       |
| 12 | TM | Florin Prunea              | 8 tháng 8, 1968 (27 tuổi)   |         | Dinamo București |
| 13 | HV | Tibor Selymes              | 14 tháng 5, 1970 (26 tuổi)  |         | Cercle Brugge    |
| 14 | TV | Constantin Gâlcă           | 8 tháng 3, 1972 (24 tuổi)   |         | Steaua București |
| 15 | HV | Anton Doboș                | 13 tháng 10, 1965 (30 tuổi) |         | Steaua București |
| 16 | HV | Gheorghe Mihali            | 9 tháng 12, 1965 (30 tuổi)  |         | Guingamp         |
| 17 | HV | Iulian Filipescu           | 29 tháng 3, 1974 (22 tuổi)  |         | Steaua București |
| 18 | TV | Ovidiu Stîngǎ              | 5 tháng 12, 1972 (23 tuổi)  |         | Salamanca        |
| 19 | TĐ | Adrian Ilie                | 20 tháng 4, 1974 (22 tuổi)  |         | Steaua București |
| 20 | TĐ | Viorel Moldovan            | 8 tháng 7, 1972 (23 tuổi)   |         | Neuchâtel Xamax  |
| 21 | TĐ | Ion Vladoiu                | 5 tháng 11, 1968 (27 tuổi)  |         | Steaua București |
| 22 | TM | Florin Tene                | 10 tháng 11, 1968 (27 tuổi) |         | Rapid București  |

### Tây Ban Nha
Huấn luyện viên: Javier Clemente
| Số | Vt | Cầu thủ                         | Ngày sinh (tuổi)            | Số trận | Câu lạc bộ          |
| -- | -- | ------------------------------- | --------------------------- | ------- | ------------------- |
| 1  | TM | Andoni Zubizarreta (đội trưởng) | 23 tháng 10, 1961 (34 tuổi) | 106     | Valencia            |
| 2  | HV | Juan Manuel López               | 3 tháng 9, 1969 (26 tuổi)   | 7       | Atlético Madrid     |
| 3  | HV | Alberto Belsué                  | 2 tháng 3, 1968 (28 tuổi)   | 12      | Zaragoza            |
| 4  | HV | Rafael Alkorta                  | 16 tháng 9, 1968 (27 tuổi)  | 35      | Real Madrid         |
| 5  | HV | Abelardo                        | 19 tháng 4, 1970 (26 tuổi)  | 25      | Barcelona           |
| 6  | TV | Fernando Hierro                 | 23 tháng 3, 1968 (28 tuổi)  | 41      | Real Madrid         |
| 7  | TV | José Emilio Amavisca            | 19 tháng 6, 1971 (24 tuổi)  | 10      | Real Madrid         |
| 8  | TV | Julen Guerrero                  | 7 tháng 1, 1974 (22 tuổi)   | 22      | Athletic Bilbao     |
| 9  | TĐ | Juan Antonio Pizzi              | 7 tháng 6, 1968 (28 tuổi)   | 11      | Tenerife            |
| 10 | TV | Donato                          | 30 tháng 12, 1962 (33 tuổi) | 11      | Deportivo La Coruña |
| 11 | TĐ | Alfonso                         | 26 tháng 9, 1972 (23 tuổi)  | 11      | Real Betis          |
| 12 | HV | Sergi                           | 28 tháng 12, 1971 (24 tuổi) | 18      | Barcelona           |
| 13 | TM | Santiago Cañizares              | 18 tháng 12, 1969 (26 tuổi) | 9       | Real Madrid         |
| 14 | TĐ | Kiko                            | 26 tháng 4, 1972 (24 tuổi)  | 8       | Atlético Madrid     |
| 15 | TV | José Luis Caminero              | 8 tháng 11, 1967 (28 tuổi)  | 18      | Atlético Madrid     |
| 16 | HV | Jorge Otero                     | 28 tháng 1, 1969 (27 tuổi)  | 8       | Valencia            |
| 17 | TĐ | Javier Manjarín                 | 31 tháng 12, 1969 (26 tuổi) | 6       | Deportivo La Coruña |
| 18 | TV | Guillermo Amor                  | 4 tháng 12, 1967 (28 tuổi)  | 18      | Barcelona           |
| 19 | TĐ | Julio Salinas                   | 11 tháng 9, 1962 (33 tuổi)  | 54      | Sporting de Gijón   |
| 20 | HV | Miguel Ángel Nadal              | 28 tháng 7, 1966 (29 tuổi)  | 30      | Barcelona           |
| 21 | TV | Luis Enrique                    | 8 tháng 5, 1970 (26 tuổi)   | 22      | Real Madrid         |
| 22 | TM | José Molina                     | 8 tháng 8, 1970 (25 tuổi)   | 1       | Atlético Madrid     |

## Bảng C

### Cộng hòa Séc
Huấn luyện viên: Dušan Uhrin
| Số | Vt | Cầu thủ                     | Ngày sinh (tuổi)            | Số trận | Câu lạc bộ           |
| -- | -- | --------------------------- | --------------------------- | ------- | -------------------- |
| 1  | TM | Petr Kouba                  | 28 tháng 11, 1969 (26 tuổi) | 30      | Sparta Prague        |
| 2  | TV | Radoslav Látal              | 6 tháng 1, 1970 (26 tuổi)   | 29      | Schalke 04           |
| 3  | HV | Jan Suchopárek              | 23 tháng 9, 1969 (26 tuổi)  | 31      | Slavia Prague        |
| 4  | TV | Pavel Nedvěd                | 30 tháng 8, 1972 (23 tuổi)  | 9       | Sparta Prague        |
| 5  | HV | Miroslav Kadlec             | 22 tháng 6, 1964 (31 tuổi)  | 53      | 1. FC Kaiserslautern |
| 6  | TV | Václav Němeček (đội trưởng) | 25 tháng 1, 1967 (29 tuổi)  | 56      | Servette             |
| 7  | TV | Jiří Němec                  | 15 tháng 5, 1966 (30 tuổi)  | 35      | Schalke 04           |
| 8  | TV | Karel Poborský              | 30 tháng 3, 1972 (24 tuổi)  | 14      | Slavia Prague        |
| 9  | TĐ | Pavel Kuka                  | 19 tháng 7, 1968 (27 tuổi)  | 43      | 1. FC Kaiserslautern |
| 10 | TĐ | Radek Drulák                | 12 tháng 1, 1962 (34 tuổi)  | 13      | Petra Drnovice       |
| 11 | TV | Martin Frýdek               | 9 tháng 3, 1969 (27 tuổi)   | 24      | Sparta Prague        |
| 12 | HV | Luboš Kubík                 | 20 tháng 1, 1964 (32 tuổi)  | 48      | Petra Drnovice       |
| 13 | TV | Radek Bejbl                 | 29 tháng 8, 1972 (23 tuổi)  | 8       | Slavia Prague        |
| 14 | TV | Patrik Berger               | 10 tháng 11, 1973 (22 tuổi) | 15      | BoNga Dortmund       |
| 15 | HV | Michal Horňák               | 28 tháng 4, 1970 (26 tuổi)  | 6       | Sparta Prague        |
| 16 | TM | Pavel Srníček               | 10 tháng 3, 1968 (28 tuổi)  | 4       | Newcastle United     |
| 17 | TĐ | Vladimír Šmicer             | 24 tháng 5, 1973 (23 tuổi)  | 3       | Slavia Prague        |
| 18 | HV | Martin Kotůlek              | 11 tháng 9, 1969 (26 tuổi)  | 3       | Sigma Olomouc        |
| 19 | HV | Karel Rada                  | 2 tháng 3, 1971 (25 tuổi)   | 2       | Sigma Olomouc        |
| 20 | TV | Pavel Novotný               | 14 tháng 9, 1973 (22 tuổi)  | 0       | Slavia Prague        |
| 21 | TĐ | Milan Kerbr                 | 9 tháng 6, 1967 (28 tuổi)   | 2       | Sigma Olomouc        |
| 22 | TM | Ladislav Maier              | 4 tháng 1, 1966 (30 tuổi)   | 1       | Slovan Liberec       |

### Đức
Huấn luyện viên: Berti Vogts
Đức were allowed to call up an additional player, Jens Todt, prior to the final, due to injury problems.
| Số | Vt | Cầu thủ                       | Ngày sinh (tuổi)            | Số trận | Câu lạc bộ          |
| -- | -- | ----------------------------- | --------------------------- | ------- | ------------------- |
| 1  | TM | Andreas Köpke                 | 12 tháng 3, 1962 (34 tuổi)  | 33      | Eintracht Frankfurt |
| 2  | HV | Stefan Reuter                 | 16 tháng 10, 1966 (29 tuổi) | 53      | Borussia Dortmund   |
| 3  | TV | Marco Bode                    | 23 tháng 7, 1969 (26 tuổi)  | 3       | Werder Bremen       |
| 4  | TV | Steffen Freund                | 19 tháng 1, 1970 (26 tuổi)  | 15      | Borussia Dortmund   |
| 5  | HV | Thomas Helmer                 | 21 tháng 4, 1965 (31 tuổi)  | 48      | Bayern Munich       |
| 6  | TV | Matthias Sammer               | 5 tháng 9, 1967 (28 tuổi)   | 64      | Borussia Dortmund   |
| 7  | TV | Andreas Möller                | 2 tháng 9, 1967 (28 tuổi)   | 61      | Borussia Dortmund   |
| 8  | TV | Mehmet Scholl                 | 16 tháng 10, 1970 (25 tuổi) | 9       | Bayern Munich       |
| 9  | TĐ | Fredi Bobic                   | 30 tháng 10, 1971 (24 tuổi) | 8       | VfB Stuttgart       |
| 10 | TV | Thomas Häßler                 | 30 tháng 5, 1966 (30 tuổi)  | 74      | Karlsruher SC       |
| 11 | TĐ | Stefan Kuntz                  | 30 tháng 10, 1962 (33 tuổi) | 18      | Beşiktaş            |
| 12 | TM | Oliver Kahn                   | 15 tháng 6, 1969 (26 tuổi)  | 4       | Bayern Munich       |
| 13 | TV | Mario Basler                  | 18 tháng 12, 1968 (27 tuổi) | 19      | Bayern Munich       |
| 14 | HV | Markus Babbel                 | 8 tháng 9, 1972 (23 tuổi)   | 14      | Bayern Munich       |
| 15 | HV | Jürgen Kohler                 | 6 tháng 10, 1965 (30 tuổi)  | 83      | Borussia Dortmund   |
| 16 | HV | René Schneider                | 1 tháng 2, 1973 (23 tuổi)   | 1       | Hansa Rostock       |
| 17 | HV | Christian Ziege               | 1 tháng 2, 1972 (24 tuổi)   | 19      | Bayern Munich       |
| 18 | TĐ | Jürgen Klinsmann (đội trưởng) | 30 tháng 7, 1964 (31 tuổi)  | 85      | Bayern Munich       |
| 19 | TV | Thomas Strunz                 | 25 tháng 4, 1968 (28 tuổi)  | 27      | Bayern Munich       |
| 20 | TĐ | Oliver Bierhoff               | 1 tháng 5, 1968 (28 tuổi)   | 5       | Udinese             |
| 21 | TV | Dieter Eilts                  | 13 tháng 12, 1964 (31 tuổi) | 17      | Werder Bremen       |
| 22 | TM | Oliver Reck                   | 27 tháng 2, 1965 (31 tuổi)  | 1       | Werder Bremen       |
| 23 | TV | Jens Todt                     | 5 tháng 1, 1970 (26 tuổi)   | 3       | SC Freiburg         |

### Ý
Huấn luyện viên: Arrigo Sacchi
| Số | Vt | Cầu thủ                    | Ngày sinh (tuổi)            | Số trận | Câu lạc bộ |
| -- | -- | -------------------------- | --------------------------- | ------- | ---------- |
| 1  | TM | Angelo Peruzzi             | 16 tháng 2, 1970 (26 tuổi)  |         | Juventus   |
| 2  | HV | Luigi Apolloni             | 2 tháng 5, 1967 (29 tuổi)   |         | Parma      |
| 3  | HV | Paolo Maldini (đội trưởng) | 26 tháng 6, 1968 (27 tuổi)  |         | Milan      |
| 4  | HV | Amedeo Carboni             | 6 tháng 4, 1965 (31 tuổi)   |         | Roma       |
| 5  | HV | Alessandro Costacurta      | 24 tháng 4, 1966 (30 tuổi)  |         | Milan      |
| 6  | HV | Alessandro Nesta           | 19 tháng 3, 1976 (20 tuổi)  |         | Lazio      |
| 7  | TV | Roberto Donadoni           | 9 tháng 9, 1963 (32 tuổi)   |         | Milan      |
| 8  | HV | Roberto Mussi              | 25 tháng 8, 1963 (32 tuổi)  |         | Parma      |
| 9  | HV | Moreno Torricelli          | 23 tháng 1, 1970 (26 tuổi)  |         | Juventus   |
| 10 | TV | Demetrio Albertini         | 23 tháng 8, 1971 (24 tuổi)  |         | Milan      |
| 11 | TV | Dino Baggio                | 24 tháng 7, 1971 (24 tuổi)  |         | Parma      |
| 12 | TM | Phápsco Toldo              | 2 tháng 12, 1971 (24 tuổi)  |         | Fiorentina |
| 13 | TV | Fabio Rossitto             | 21 tháng 9, 1971 (24 tuổi)  |         | Udinese    |
| 14 | TĐ | Alessandro Del Piero       | 9 tháng 11, 1974 (21 tuổi)  |         | Juventus   |
| 15 | TV | Angelo Di Livio            | 26 tháng 7, 1966 (29 tuổi)  |         | Juventus   |
| 16 | TV | Roberto Di Matteo          | 29 tháng 5, 1970 (26 tuổi)  |         | Lazio      |
| 17 | TV | Diego Fuser                | 11 tháng 11, 1968 (27 tuổi) |         | Lazio      |
| 18 | TĐ | Pierluigi Casiraghi        | 4 tháng 3, 1969 (27 tuổi)   |         | Lazio      |
| 19 | TĐ | Enrico Chiesa              | 29 tháng 12, 1970 (25 tuổi) |         | Sampdoria  |
| 20 | TĐ | Fabrizio Ravanelli         | 12 tháng 11, 1968 (27 tuổi) |         | Juventus   |
| 21 | TĐ | Gianfranco Zola            | 5 tháng 7, 1966 (29 tuổi)   |         | Parma      |
| 22 | TM | Luca Bucci                 | 13 tháng 3, 1969 (27 tuổi)  |         | Parma      |

### Nga
Huấn luyện viên: Oleg Romantsev
Caps include those for USSR, CIS, and Nga, while those for other countries, such as Ukraine, are not counted.
| Số | Vt | Cầu thủ                    | Ngày sinh (tuổi)            | Số trận | Câu lạc bộ         |
| -- | -- | -------------------------- | --------------------------- | ------- | ------------------ |
| 1  | TM | Dmitri Kharine             | 16 tháng 8, 1968 (27 tuổi)  | 35      | Chelsea            |
| 2  | HV | Omari Tetradze             | 13 tháng 10, 1969 (26 tuổi) | 23      | Alania Vladikavkaz |
| 3  | HV | Yuri Nikiforov             | 16 tháng 9, 1970 (25 tuổi)  | 30      | Spartak Moskva     |
| 4  | TV | Ilia Tsymbalar             | 17 tháng 6, 1969 (26 tuổi)  | 16      | Spartak Moskva     |
| 5  | HV | Yuri Kovtun                | 5 tháng 1, 1970 (26 tuổi)   | 16      | Dynamo Moscow      |
| 6  | TV | Valeri Karpin              | 2 tháng 2, 1969 (27 tuổi)   | 31      | Real Sociedad      |
| 7  | HV | Viktor Onopko (đội trưởng) | 14 tháng 10, 1969 (26 tuổi) | 43      | Real Oviedo        |
| 8  | TV | Andrei Kanchelskis         | 23 tháng 1, 1969 (27 tuổi)  | 44      | Everton            |
| 9  | TĐ | Igor Kolyvanov             | 6 tháng 3, 1968 (28 tuổi)   | 42      | Foggia             |
| 10 | TV | Aleksandr Mostovoi         | 22 tháng 8, 1968 (27 tuổi)  | 32      | Strasbourg         |
| 11 | TĐ | Sergei Kiriakov            | 1 tháng 1, 1970 (26 tuổi)   | 35      | Karlsruher SC      |
| 12 | TM | Stanislav Cherchesov       | 2 tháng 9, 1963 (32 tuổi)   | 36      | Tirol Innsbruck    |
| 13 | HV | Yevgeni Bushmanov          | 2 tháng 11, 1971 (24 tuổi)  | 3       | CSKA Moscow        |
| 14 | TĐ | Igor Dobrovolski           | 27 tháng 8, 1967 (28 tuổi)  | 45      | Unattached         |
| 15 | TV | Igor Shalimov              | 2 tháng 2, 1969 (27 tuổi)   | 44      | Udinese            |
| 16 | TĐ | Igor Simutenkov            | 3 tháng 4, 1973 (23 tuổi)   | 7       | Reggiana           |
| 17 | TĐ | Vladimir Beschastnykh      | 1 tháng 4, 1974 (22 tuổi)   | 18      | Werder Bremen      |
| 18 | TV | Igor Yanovskiy             | 3 tháng 8, 1974 (21 tuổi)   | 2       | Alania Vladikavkaz |
| 19 | TV | Vladislav Radimov          | 26 tháng 11, 1975 (20 tuổi) | 9       | CSKA Moscow        |
| 20 | HV | Sergei Gorlukovich         | 18 tháng 11, 1961 (34 tuổi) | 37      | Spartak Moskva     |
| 21 | TV | Dmitri Khokhlov            | 22 tháng 12, 1975 (20 tuổi) | 0       | CSKA Moscow        |
| 22 | TM | Sergei Ovchinnikov         | 10 tháng 11, 1970 (25 tuổi) | 3       | Lokomotiv Moscow   |

## Bảng D

### Croatia
Huấn luyện viên: Miroslav Blažević
| Số | Vt | Cầu thủ                     | Ngày sinh (tuổi)            | Số trận | Câu lạc bộ      |
| -- | -- | --------------------------- | --------------------------- | ------- | --------------- |
| 1  | TM | Dražen Ladić                | 1 tháng 1, 1963 (33 tuổi)   |         | Croatia Zagreb  |
| 2  | TV | Nikola Jurčević             | 14 tháng 9, 1966 (29 tuổi)  |         | SC Freiburg     |
| 3  | HV | Robert Jarni                | 26 tháng 10, 1968 (27 tuổi) |         | Real Betis      |
| 4  | HV | Igor Štimac                 | 6 tháng 9, 1967 (28 tuổi)   |         | Derby County    |
| 5  | HV | Nikola Jerkan               | 8 tháng 12, 1964 (31 tuổi)  |         | Real Oviedo     |
| 6  | HV | Slaven Bilić                | 11 tháng 9, 1968 (27 tuổi)  |         | West Ham United |
| 7  | TV | Aljoša Asanović             | 14 tháng 12, 1965 (30 tuổi) |         | Hajduk Split    |
| 8  | TV | Robert Prosinečki           | 12 tháng 1, 1969 (27 tuổi)  |         | Barcelona       |
| 9  | TĐ | Davor Šuker                 | 1 tháng 1, 1968 (28 tuổi)   |         | Sevilla         |
| 10 | TV | Zvonimir Boban (đội trưởng) | 8 tháng 10, 1968 (27 tuổi)  |         | Milan           |
| 11 | TĐ | Alen Bokšić                 | 21 tháng 1, 1970 (26 tuổi)  |         | Lazio           |
| 12 | TM | Marjan Mrmić                | 6 tháng 5, 1965 (31 tuổi)   |         | Beşiktaş        |
| 13 | TV | Mario Stanić                | 10 tháng 4, 1972 (24 tuổi)  |         | Club Brugge     |
| 14 | HV | Zvonimir Soldo              | 2 tháng 11, 1967 (28 tuổi)  |         | Croatia Zagreb  |
| 15 | HV | Dubravko Pavličić           | 28 tháng 11, 1967 (28 tuổi) |         | Hércules        |
| 16 | TV | Mladen Mladenović           | 13 tháng 9, 1964 (31 tuổi)  |         | Gamba Osaka     |
| 17 | TĐ | Igor Pamić                  | 19 tháng 11, 1969 (26 tuổi) |         | Osijek          |
| 18 | HV | Elvis Brajković             | 12 tháng 6, 1969 (26 tuổi)  |         | 1860 Munich     |
| 19 | TĐ | Goran Vlaović               | 7 tháng 8, 1972 (23 tuổi)   |         | Padova          |
| 20 | HV | Dario Šimić                 | 12 tháng 11, 1975 (20 tuổi) |         | Croatia Zagreb  |
| 21 | TĐ | Igor Cvitanović             | 1 tháng 11, 1970 (25 tuổi)  |         | Croatia Zagreb  |
| 22 | TM | Tonči Gabrić                | 11 tháng 11, 1961 (34 tuổi) |         | Hajduk Split    |

### Đan Mạch
Huấn luyện viên: Richard Møller-Nielsen
| Số | Vt | Cầu thủ                      | Ngày sinh (tuổi)            | Số trận | Câu lạc bộ        |
| -- | -- | ---------------------------- | --------------------------- | ------- | ----------------- |
| 1  | TM | Peter Schmeichel             | 18 tháng 11, 1963 (32 tuổi) | 84      | Manchester United |
| 2  | HV | Thomas Helveg                | 24 tháng 6, 1971 (24 tuổi)  | 13      | Udinese           |
| 3  | HV | Marc Rieper                  | 5 tháng 6, 1968 (28 tuổi)   | 38      | West Ham United   |
| 4  | HV | Lars Olsen                   | 2 tháng 2, 1961 (35 tuổi)   | 84      | Brøndby           |
| 5  | HV | Jes Høgh                     | 7 tháng 5, 1966 (30 tuổi)   | 21      | Fenerbahçe        |
| 6  | TV | Michael Schjønberg           | 19 tháng 1, 1967 (29 tuổi)  | 13      | Odense            |
| 7  | TV | Brian Steen Nielsen          | 28 tháng 12, 1968 (27 tuổi) | 35      | Odense            |
| 8  | TV | Claus Thomsen                | 31 tháng 5, 1970 (26 tuổi)  | 6       | Ipswich Town      |
| 9  | TĐ | Mikkel Beck                  | 12 tháng 5, 1973 (23 tuổi)  | 9       | Fortuna Köln      |
| 10 | TV | Michael Laudrup (đội trưởng) | 15 tháng 6, 1964 (31 tuổi)  | 88      | Real Madrid       |
| 11 | TĐ | Brian Laudrup                | 22 tháng 2, 1969 (27 tuổi)  | 63      | Rangers           |
| 12 | HV | Torben Piechnik              | 21 tháng 5, 1963 (33 tuổi)  | 14      | Aarhus            |
| 13 | TV | Henrik Larsen                | 17 tháng 5, 1966 (30 tuổi)  | 36      | Lyngby            |
| 14 | HV | Jens Risager                 | 9 tháng 4, 1971 (25 tuổi)   | 12      | Brøndby           |
| 15 | TĐ | Erik Bo Andersen             | 14 tháng 11, 1970 (25 tuổi) | 5       | Rangers           |
| 16 | TM | Lars Høgh                    | 14 tháng 1, 1959 (37 tuổi)  | 8       | Odense            |
| 17 | TV | Allan Nielsen                | 13 tháng 3, 1971 (25 tuổi)  | 3       | Brøndby           |
| 18 | TV | Kim Vilfort                  | 15 tháng 11, 1962 (33 tuổi) | 75      | Brøndby           |
| 19 | TV | Stig Tøfting                 | 14 tháng 8, 1969 (26 tuổi)  | 2       | Aarhus            |
| 20 | HV | Jacob Laursen                | 6 tháng 10, 1971 (24 tuổi)  | 11      | Silkeborg         |
| 21 | TĐ | Søren Andersen               | 31 tháng 1, 1970 (26 tuổi)  | 2       | Aalborg BK        |
| 22 | TM | Mogens Krogh                 | 31 tháng 10, 1963 (32 tuổi) | 5       | Brøndby           |

### Bồ Đào Nha
Huấn luyện viên: António Oliveira
| Số | Vt | Cầu thủ                 | Ngày sinh (tuổi)            | Số trận | Câu lạc bộ           |
| -- | -- | ----------------------- | --------------------------- | ------- | -------------------- |
| 1  | TM | Vítor Baía (đội trưởng) | 15 tháng 10, 1969 (26 tuổi) |         | Porto                |
| 2  | HV | Carlos Secretário       | 12 tháng 5, 1970 (26 tuổi)  |         | Porto                |
| 3  | HV | Paulinho Santos         | 21 tháng 11, 1970 (25 tuổi) |         | Porto                |
| 4  | TV | Oceano                  | 29 tháng 7, 1962 (33 tuổi)  |         | Sporting CP          |
| 5  | HV | Fernando Couto          | 2 tháng 8, 1969 (26 tuổi)   |         | Parma                |
| 6  | TV | José Tavares            | 25 tháng 4, 1966 (30 tuổi)  |         | Boavista             |
| 7  | TV | Vítor Paneira           | 16 tháng 2, 1966 (30 tuổi)  |         | Vitória de Guimarães |
| 8  | TĐ | João Pinto              | 19 tháng 8, 1971 (24 tuổi)  |         | Benfica              |
| 9  | TĐ | Ricardo Sá Pinto        | 10 tháng 10, 1972 (23 tuổi) |         | Sporting CP          |
| 10 | TV | Rui Costa               | 29 tháng 3, 1972 (24 tuổi)  |         | Fiorentina           |
| 11 | TĐ | Jorge Cadete            | 27 tháng 8, 1968 (27 tuổi)  |         | Celtic               |
| 12 | TM | Alfredo Castro          | 5 tháng 10, 1962 (33 tuổi)  |         | Boavista             |
| 13 | HV | Dimas                   | 16 tháng 2, 1969 (27 tuổi)  |         | Benfica              |
| 14 | TV | Pedro Barbosa           | 6 tháng 8, 1970 (25 tuổi)   |         | Sporting CP          |
| 15 | TĐ | Domingos                | 2 tháng 1, 1969 (27 tuổi)   |         | Porto                |
| 16 | HV | Hélder                  | 21 tháng 3, 1971 (25 tuổi)  |         | Benfica              |
| 17 | TĐ | Hugo Porfírio           | 28 tháng 9, 1973 (22 tuổi)  |         | União de Leiria      |
| 18 | TĐ | António Folha           | 21 tháng 5, 1971 (25 tuổi)  |         | Porto                |
| 19 | TV | Paulo Sousa             | 30 tháng 8, 1970 (25 tuổi)  |         | Juventus             |
| 20 | TV | Luís Figo               | 4 tháng 11, 1972 (23 tuổi)  |         | Barcelona            |
| 21 | HV | Paulo Madeira           | 6 tháng 9, 1970 (25 tuổi)   |         | Belenenses           |
| 22 | TM | Rui Correia             | 22 tháng 10, 1967 (28 tuổi) |         | Braga                |

### Thổ Nhĩ Kỳ
Huấn luyện viên: Fatih Terim
| Số | Vt | Cầu thủ                 | Ngày sinh (tuổi)            | Số trận | Câu lạc bộ           |
| -- | -- | ----------------------- | --------------------------- | ------- | -------------------- |
| 1  | TM | Adnan Erkan             | 15 tháng 1, 1968 (28 tuổi)  | 1       | Ankaragücü           |
| 2  | HV | Recep Çetin             | 1 tháng 10, 1965 (30 tuổi)  | 48      | Beşiktaş             |
| 3  | HV | Alpay Özalan            | 29 tháng 5, 1973 (23 tuổi)  | 20      | Beşiktaş             |
| 4  | HV | Vedat İnceefe           | 1 tháng 4, 1974 (22 tuổi)   | 2       | Kardemir Karabükspor |
| 5  | TV | Tugay Kerimoğlu         | 24 tháng 8, 1970 (25 tuổi)  | 38      | Galatasaray          |
| 6  | TĐ | Ertuğrul Sağlam         | 19 tháng 11, 1969 (26 tuổi) | 23      | Beşiktaş             |
| 7  | TĐ | Hami Mandıralı          | 20 tháng 7, 1968 (27 tuổi)  | 37      | Trabzonspor          |
| 8  | HV | Ogün Temizkanoğlu       | 6 tháng 10, 1969 (26 tuổi)  | 37      | Trabzonspor          |
| 9  | TĐ | Hakan Şükür             | 1 tháng 9, 1971 (24 tuổi)   | 28      | Galatasaray          |
| 10 | TV | Oğuz Çetin (đội trưởng) | 15 tháng 2, 1963 (33 tuổi)  | 59      | Fenerbahçe           |
| 11 | TĐ | Orhan Çıkırıkçı         | 15 tháng 4, 1967 (29 tuổi)  | 25      | Trabzonspor          |
| 12 | TĐ | Faruk Yiğit             | 15 tháng 4, 1968 (28 tuổi)  | 7       | Kocaelispor          |
| 13 | HV | Rahim Zafer             | 25 tháng 1, 1971 (25 tuổi)  | 3       | Gençlerbirliği       |
| 14 | TĐ | Saffet Sancaklı         | 27 tháng 2, 1966 (30 tuổi)  | 13      | Kocaelispor          |
| 15 | TV | Tayfun Korkut           | 2 tháng 4, 1974 (22 tuổi)   | 4       | Fenerbahçe           |
| 16 | TV | Sergen Yalçın           | 5 tháng 10, 1972 (23 tuổi)  | 14      | Beşiktaş             |
| 17 | TV | Abdullah Ercan          | 8 tháng 12, 1971 (24 tuổi)  | 25      | Trabzonspor          |
| 18 | TĐ | Arif Erdem              | 2 tháng 1, 1972 (24 tuổi)   | 11      | Galatasaray          |
| 19 | TV | Tolunay Kafkas          | 31 tháng 3, 1968 (28 tuổi)  | 19      | Trabzonspor          |
| 20 | HV | Bülent Korkmaz          | 24 tháng 11, 1968 (27 tuổi) | 47      | Galatasaray          |
| 21 | TM | Şanver Göymen           | 22 tháng 1, 1967 (29 tuổi)  | 5       | Altay                |
| 22 | TM | Rüştü Reçber            | 10 tháng 5, 1973 (23 tuổi)  | 16      | Fenerbahçe           |